# La Perla (Coahuila)
La Perla es una localidad del estado mexicano de Coahuila. Es parte del municipio de Torreón.

## Demografía
| Gráfica de evolución demográfica |
|                                  |

| Censo | Población |
| ----- | --------- |
| 1900  | 410       |
| 1910  | 455       |
| 1921  | 69        |
| 1930  | 136       |
| 1940  | 470       |
| 1950  | 359       |
| 1960  | 433       |
| 1970  | 654       |
| 1980  | 797       |
| 1990  | 947       |
| 2000  | 1 347     |
| 2010  | 1 591     |
| 2020  | 1 666     |